# Selección de baloncesto de Bahamas
La selección de baloncesto de Bahamas es el equipo formado por jugadores de nacionalidad bahameña que representa a la Federación de Baloncesto de Bahamas en las competiciones internacionales organizadas por la Federación Internacional de Baloncesto (FIBA) o el Comité Olímpico Internacional (COI): los Juegos Olímpicos, la Copa Mundial de Baloncesto y el Campeonato FIBA Américas.
Bahamas ha sido tradicionalmente la nación dominante en el Campeonato de Baloncesto del Caribe, ya que ganaron más medallas de oro y más medallas generales que cualquier contendiente.

## Plantilla
- Lista de jugadores convocados que disputaron el Torneo de Preclasificación Olímpica FIBA 2023.[1]

| Bahamas                   | Bahamas             | Bahamas | Bahamas | Bahamas | Bahamas                            |
| Num                       | Jugador             | Pos     | Altura  | Edad    | Equipo                             |
| ------------------------- | ------------------- | ------- | ------- | ------- | ---------------------------------- |
| 1                         | DeAndre Ayton       | P       | 2,13 m  | 25      | Portland Trail Blazers             |
| 2                         | Domnick Bridgewater | B       | 1,78 m  | 23      | Union Sportive Avignon/Pontet      |
| 3                         | Franco Miller       | B       | 1,88 m  | 24      | Florida Gulf Coast Eagles          |
| 5                         | Rashad Davis        | B       | 1,85 m  | 26      | Vendée Challans Basket             |
| 6                         | Travis Munnings     | B       | 1,93 m  | 28      | Elan Bearnais Pau-Lacq-Orthez      |
| 7                         | Buddy Hield         | E       | 1,93 m  | 30      | Indiana Pacers                     |
| 10                        | Eric Gordon         | E       | 1,93 m  | 34      | Phoenix Suns                       |
| 11                        | Lourawls Nairn      | B       | 1,78 m  | 28      | Michigan State University          |
| 12                        | Kentwan Smith       | A       | 2,03 m  | 31      | Svendborg Rabbits                  |
| 15                        | Jaraun Burrows      | P       | 1,98 m  | 37      | Andrézieux Bouthéon                |
| 22                        | Garvin Clarke       | B       | 1,83 m  | 21      | Indiana University of Pennsylvania |
| 25                        | David Nesbitt       | AP      | 2,00 m  | 32      | Unifacisa Paraiba                  |
| Entrenador: Chris DeMarco |                     |         |         |         |                                    |

## Partidos

### Próximos encuentros
| Fecha                   | Ciudad                    | Competición                     | Local          |                           | Resultado |                           | Visitante      |
| ----------------------- | ------------------------- | ------------------------------- | -------------- | ------------------------- | --------- | ------------------------- | -------------- |
| 25 de agosto de 2022    | Nasáu                     | Clasificación Mundial 2023      | Bahamas        | Bandera de Bahamas        | 81:86     | Bandera de Venezuela      | Venezuela      |
| 29 de agosto de 2022    | Mar del Plata             | Clasificación Mundial 2023      | Argentina      | Bandera de Argentina      | 95:77     | Bandera de Bahamas        | Bahamas        |
| 11 de noviembre de 2022 | Nasáu                     | Clasificación Mundial 2023      | Bahamas        | Bandera de Bahamas        | 83:79     | Bandera de Panamá         | Panamá         |
| 13 de noviembre de 2022 | Nasáu                     | Clasificación Mundial 2023      | Bahamas        | Bandera de Bahamas        | 76:80     | Bandera de Argentina      | Argentina      |
| 23 de febrero de 2023   | Caracas                   | Clasificación Mundial 2023      | Venezuela      | Bandera de Venezuela      | 115:70    | Bandera de Bahamas        | Bahamas        |
| 26 de febrero de 2023   | Ciudad de Panamá          | Clasificación Mundial 2023      | Panamá         | Bandera de Panamá         | 88:66     | Bandera de Bahamas        | Bahamas        |
| 14 de agosto de 2023    | Santiago del Estero       | Preclasificatorio Olímpico 2023 | Cuba           | Bandera de Cuba           | 68:109    | Bandera de Bahamas        | Bahamas        |
| 16 de agosto de 2023    | Santiago del Estero       | Preclasificatorio Olímpico 2023 | Bahamas        | Bandera de Bahamas        | 101:89    | Bandera de Argentina      | Argentina      |
| 19 de agosto de 2023    | Santiago del Estero       | Preclasificatorio Olímpico 2023 | Uruguay        | Bandera de Uruguay        | 62:78     | Bandera de Bahamas        | Bahamas        |
| 20 de agosto de 2023    | Santiago del Estero       | Preclasificatorio Olímpico 2023 | Bahamas        | Bandera de Bahamas        | 82:75     | Bandera de Argentina      | Argentina      |
| 22 de febrero de 2024   | San Juan                  | Clasificatorio AmeriCup 2025    | Puerto Rico    | Bandera de Puerto Rico    | 77:88     | Bandera de Bahamas        | Bahamas        |
| 25 de febrero de 2024   | Nasáu                     | Clasificatorio AmeriCup 2025    | Bahamas        | Bandera de Bahamas        | :         | Bandera de Puerto Rico    | Puerto Rico    |
| 2 de julio de 2024      | Valencia                  | Torneo Preolímpico FIBA 2024    | Finlandia      | Bandera de Finlandia      | :         | Bandera de Bahamas        | Bahamas        |
| 3 de julio de 2024      | Valencia                  | Torneo Preolímpico FIBA 2024    | Bahamas        | Bandera de Bahamas        | :         | Bandera de Polonia        | Polonia        |
| 22 de noviembre de 2024 | Bandera de Cuba           | Clasificatorio AmeriCup 2025    | Cuba           | Bandera de Cuba           | :         | Bandera de Bahamas        | Bahamas        |
| 25 de noviembre de 2024 | Bandera de Estados Unidos | Clasificatorio AmeriCup 2025    | Estados Unidos | Bandera de Estados Unidos | :         | Bandera de Bahamas        | Bahamas        |
| 20 de febrero de 2025   | Bandera de Bahamas        | Clasificatorio AmeriCup 2025    | Bahamas        | Bandera de Bahamas        | :         | Bandera de Cuba           | Cuba           |
| 23 de febrero de 2025   | Bandera de Bahamas        | Clasificatorio AmeriCup 2025    | Bahamas        | Bandera de Bahamas        | :         | Bandera de Estados Unidos | Estados Unidos |

## Historial

### Copa Mundial
Resultado General: No ocupa puesto
| Copa Mundial de Baloncesto |
| --- |
| - 1950: No calificó - 1954: No calificó - 1959: No calificó - 1963: No calificó - 1967: No calificó - 1970: No calificó - 1974: No calificó - 1978: No calificó - 1982: No calificó - 1986: No calificó - 1990: No calificó - 1994: No calificó - 1998: No calificó - 2002: No calificó - 2006: No calificó - 2010: No calificó - 2014: No calificó - 2019: No calificó - 2023: No calificó - 2027: TBD |

### Juegos Olímpicos
| Baloncesto en los Juegos Olímpicos |
| --- |
| - Berlín 1936: No calificó - Londres 1948: No calificó - Helsinki 1952: No calificó - Melbourne 1956: No calificó - Roma 1960: No calificó - Tokio 1964: No calificó - México 1968: No calificó - Múnich 1972: No calificó - Montreal 1976: No calificó - Moscú 1980: No calificó - Los Ángeles 1984: No calificó - Seúl 1988: No calificó - Barcelona 1992: No calificó - Atlanta 1996: No calificó - Sídney 2000: No calificó - Atenas 2004: No calificó - Pekín 2008: No calificó - Londres 2012: No calificó - Río 2016: No calificó - Tokio 2020: No calificó - París 2024: No calificó |

### Campeonato FIBA Américas
| - 1980: No calificó - 1984: No calificó - 1988: No calificó - 1989: No calificó - 1992: No calificó - 1993: No calificó - 1995: 8° Lugar - 1997: No calificó - 1999: No calificó - 2001: No calificó - 2003: No calificó - 2005: No calificó - 2007: No calificó - 2009: No calificó - 2011: No calificó - 2013: No calificó - 2015: No calificó - 2017: No calificó - 2022: No calificó - 2025: ? |

### Centrobasket
| - 1965: No calificó - 1967: No calificó - 1969: No calificó - 1971: No calificó - 1973: No calificó - 1975: 5° Lugar - 1977: No calificó - 1981: No calificó - 1985: 8° Lugar - 1987: No calificó - 1989: 8° Lugar - 1991: No calificó - 1993: No calificó - 1995: 5° Lugar - 1997: No calificó - 1999: No calificó - 2001: No calificó - 2003: 5° Lugar - 2004: No calificó - 2006: No calificó - 2008: No calificó - 2010: No calificó - 2012: 5° Lugar - 2014: 7° Lugar - 2016: 7° Lugar |

### Juegos Panamericanos
| Juegos Panamericanos | Juegos Panamericanos | Juegos Panamericanos | Juegos Panamericanos | Juegos Panamericanos | Juegos Panamericanos |
| -------------------- | -------------------- | -------------------- | -------------------- | -------------------- | -------------------- |
| - 1951: No calificó  |                      | - 1979: No calificó  |                      | - 2007: No calificó  |                      |
| - 1955: No calificó  |                      | - 1983: No calificó  |                      | - 2011: No calificó  |                      |
| - 1959: No calificó  |                      | - 1987: No calificó  |                      | - 2015: No calificó  |                      |
| - 1963: No calificó  |                      | - 1991: 8° Lugar     |                      | - 2019: No calificó  |                      |
| - 1967: No calificó  |                      | - 1995: No calificó  |                      | - 2023: No calificó  |                      |
| - 1971: No calificó  |                      | - 1999: No calificó  |                      | - 2027: ?            |                      |
| - 1975: 9° Lugar     |                      | - 2003: No calificó  |                      |                      |                      |

## Palmarés
- Campeonato CBC:
  -   Campeón (7): 1982, 1984, 1985, 1991, 1993, 1995, 2014
  -  Subcampeón (2): 2011, 2015
  -  Tercer lugar (2): 1996, 1998